# Bi Kyo Ran
i Bi Kyo Ran sono un gruppo rock progressive giapponese.

## Storia
Formatosi intorno agli anni 70', sono riconosciuti come una delle più importanti band del rock progressivo giapponese. Sono stati sempre accomunati dai fan del genere come i King Crimson orientali, per via dell'aggressività, dell'energia e intensità che mettevano per la realizzazione dei loro brani e/o album.

## Discografia
- 1982 - Bi Kyo Ran
- 1983 - Parallax
- 1987 - Fairy Tale (Early Live Vol.1)
- 1988 - Who Ma (Live Vol.2)
- 1993 - Bi Kyo Ran = 美狂乱* – "Ran" Live Vol. 3 = 乱 —ライブ Vol. 3—
- 1994 - Madoromi - Live Vol.4
- 1995 - Go-Un
- 1995 - Deep Live! (CD)
- 1997 - Kyobo Na Ongaku (狂暴な音楽)
- 2002 - Anthology vol.1

## Formazione
- Kunio Suma (voce, chitarra)
- Masaaki Nagasawa (batteria, a volte anche tastiere)[2]
- Masahide Shiratori (basso, a volte anche chitarra a 12 corde)[3]